# Универсидад де Консепсьон
«Универсида́д де Консепсьо́н» (исп. Club Deportivo Universidad de Concepción) — чилийский футбольный клуб из города Консепсьон. С 2021 года выступает в чилийской Примера B, втором по уровню дивизионе страны.

## История
Первоначально клуб выступал под названием «Клуб Депортиво Университарио» в качестве любительской команды, которая играла в Региональных чемпионатах в 1940-х, 1950-х и 1960-х годов.
Затем клуб представлял университет Консепсьон (исп. Universidad de Concepción). Эта команда играла в Чилийском третьем дивизионе, организованном Национальной ассоциацией любительского футбола (Asociación Nacional de Fútbol Amateur, ANFA). Первый свой матч она провела против «Депортес Наваля» из Талькауано на стадионе Эль-Морро 10 апреля 1994 года.
Затем была основана постоянная команда 8 августа 1994 года и первые три года своего существования клуб был любительским и играл в Терсере, третьем по силе дивизионе страны. В 1998 клуб вышел в Примеру B, а с 2003 выступает в Примере, сильнейшем дивизионе страны. Главных успехов клуб добился в последние годы, стал вице-чемпионом Чили по результатам Клаусуры в 2007 году и дважды выигрывал национальный кубок в 2008-м и 2015 годах. В 2004 году «Универсидад де Консепсьон» принимал участие в розыгрыше кубка Либертадорес, но вылетел после первого группового этапа.
В 2018 году команда вновь финишировала на втором месте в чемпионате страны. По итогам сезона 2020 команда заняла 14-е место, но в таблице вылета, где высчитывается средний балл по итогам двух последних сезонов, «Универсидад де Консепсьон» оказался на предпоследнем, 17-м месте. В стыковом матче против «Коло-Коло» (16-й команды по итогам сезона) консепсьонцы уступили 0:1 и вылетели в Примеру B.

## Достижения
- Вице-чемпион Чили (2): Кл. 2007, 2018
- Обладатель Кубка Чили (2): 2008, 2014/15

## Участие в южноамериканских кубках
- Кубок Либертадорес (3):
  - Групповой этап — 2004
  - 2-й предварительный этап — 2018
  - Групповой этап — 2019
- Южноамериканский кубок (3):
  - Первый раунд — 2004
  - Первый раунд — 2015
  - Первый раунд — 2016